# Godzillasaurus
Godzillasaurus es una especie de dinosaurio ficticio, y es la criatura que dio origen a Godzilla en la Era Heisei. Hizo una aparición en la película Godzilla vs. King Ghidorah.

## Descripción
El Godzillasaurus es un dinosaurio de aspecto extraño que se asemeja a un Tyrannosaurus rex, 
(estando parado en una postura de “trípode”, formada por las patas y la cola apoyadas en el suelo) aunque diferencia a partir de varias maneras, según lo precisado por la EMI del personaje. Estando parado mide cerca de 12 metros de alto y, pesando 60 toneladas métricas, es mucho más grande que un Tyrannosaurus, rivalizando con algunos saurópodos de gran tamaño. Su cuello es largo y grueso, tiene una cara que raya en mamífera (como Heisei Godzilla), y sus manos, en vez de poseer dos dedos, tienen tres dedos y un pulgar oponible. También tiene una fila doble de colmillos, similar a las de un tiburón. 
Según Godzilla vs. Mechagodzilla II, Godzillasaurs era un parásito paternal, que ponía sus huevos en los nidos de otros dinosaurios. Una vez que los huevos eclosionaran, el padre Godzillasaurus entonces volvería hasta el hijo. Un Godzillasaurs joven era telepático hasta cierto grado, como se muestra por el enlace psíquico del Bebé Godzilla con Miki Saegusa y Rodan. Cuando estaban asustados, los ojos de un bebé Godzillasaurus brillaban con un rojo intenso, una capacidad que pierden cuando son adolescentes.

## Apariciones de la película
En su singular aspecto adulto, el Godzillasaurus vivió al parecer en la isla abandonada de Isla Lagos en el Pacífico del sur, sobreviviendo de alguna manera la extinción de los dinosaurios hasta el presente. En 1992, un grupo de viajeros del tiempo a del siglo XXIII llamados Futurianos le dijeron al gobierno japonés que según un libro publicado en el futuro, Godzilla era originalmente un Godzillasaurus avistado en la Isla Lagos en 1944. Su plan era prevenir la creación de Godzilla protegiendo al Godzillasaurus de ser expuesto a la radiación nuclear, inconscientes de que el Godzilla actual no era el mismo que había atacado Tokio en 1954. 
Los Futurianos viajaron atrás en el tiempo y encontraron al Godzillasaurus durante la Segunda Guerra Mundial, donde lo vieron atacar a un pelotón de soldados americanos, persiguiéndolos hasta la playa. Fue mortalmente herido por el asalto de un acorazado próximo, y el Godzillasaurus se fue nuevamente dentro de la selva para morir. 
Con el Godzillasaurus herido convenientemente, los Futurianos utilizaron una máquina de teletransportación para enviarlo al mar de Bering, en donde se creía que no sobreviviría. Sin embargo, el accidente de un submarino nuclear en los años 70 hizo que el Godzillasaurus se restableciera y mutara en Heisei Godzilla. De esta forma, se creó una paradoja temporal.

## Otras apariciones en películas
Encontrarán a otro miembro del género de Godzillasaurus también en Godzilla vs. Mechagodzilla II, en un nido de pteranodon junto con Rodan. Este Godzillasaurus era al parecer de un tipo relacionado de cerca con la especie de Godzilla, pero era menos agresivo, y herbívoro. Godzilla adoptaría a este bebé Godzillasaurus después de que destruyera a Mechagodzilla y lentamente mutaría mientras se exponía a la radiación de Godzilla, hasta convertirse en Godzilla Jr, (y también aparentemente cambiaría de herbívoro a carnívoro, atacando ballenas en Godzilla vs. Destoroyah.) 

### Otros hechos
- Una escena que presentaba al Godzillasaurus protegiendo a los soldados japoneses contra los soldados americanos fue criticada por las audiencias americanas, siendo interpretada como potencialmente racista. Sin embargo, el conocimiento de que Japón era un agresor durante la Segunda Guerra Mundial se suprime en este país.
- Durante la escena donde el Godzillasaurus está siendo abatido por los cañones de los acorazados americanos, sus gritos de dolor son el mismo efecto sonoro usado para Gamera
- Una especie verdadera del dinosaurio existe, nombrado “Gojirasaurus” en honor de Godzilla. No debe ser confundido con el Godzillasaurus, se relaciona con el Coelophysis.

- Datos: Q2778195